# Kanton Condom
Der Kanton Condom war bis 2015 ein französischer Wahlkreis in der Region Midi-Pyrénées. Er lag im Arrondissement Condom im Département Gers, sein Hauptort war Condom.
Der die Wahlberechtigten von 13 Gemeinden umfassende Kanton war 245,83 km² groß und hatte 10.332 Einwohner (Stand: 2012).
| Gemeinde                 | Einwohner | Code postal | Code Insee |
| ------------------------ | --------- | ----------- | ---------- |
| Beaumont                 | 112       | 32100       | 32037      |
| Béraut                   | 319       | 32100       | 32044      |
| Blaziert                 | 124       | 32100       | 32057      |
| Cassaigne                | 186       | 32100       | 32075      |
| Castelnau-sur-l’Auvignon | 161       | 32100       | 32080      |
| Caussens                 | 549       | 32100       | 32095      |
| Condom                   | 7251      | 32100       | 32107      |
| Gazaupouy                | 297       | 32480       | 32143      |
| Larressingle             | 200       | 32100       | 32194      |
| Ligardes                 | 250       | 32480       | 32212      |
| Mansencôme               | 73        | 32310       | 32230      |
| Mouchan                  | 365       | 32330       | 32292      |
| La Romieu                | 532       | 32480       | 32345      |